# Uliana de Tver
Uliana Alexandrovna de Tver (en rus:Ульяна Александровна Тверская) (ca. 1325 - tardor 1392) va ser una de les filles del Gran Príncep Alexandre de Tver i Anastàsia d'Hálych, i la segona esposa del Gran Duc de Lituània Algirdas. Després de la mort del seu marit Uliana es va fer monja sota el nom de Marina. Va morir a la tardor de 1392.
El 1349 Algirdas va enviar una ambaixada a l'Horda d'Or, proposant al kan Jani Beg formar una aliança contra el príncep Simeó de Moscou, però la seva proposta no va ser acceptada. Aleshores, el 1350, Algirdas va fer les paus amb Simeó i es va casar en segones noces amb la cunyada de Simeó –ja que la germana d'Uliana, Maria, estava casada amb ell–, la princesa Uliana de Tver.
Uliana i Algirdas van tenir tretze fills: sis fills i set filles. El seu fill gran, Jogaila va heretar el tron i es convertí en Gran Duc de Lituània. El 1386 també seria coronat com Rei de Polònia.